# Pallamano Trieste 1986-1987
Questa pagina raccoglie i dati riguardanti la Pallamano Trieste nelle competizioni ufficiali della stagione 1987-1988.

## Rosa
| N  | Naz                   | Ruolo    | Giocatore         |
| -- | --------------------- | -------- | ----------------- |
| 1  | Italia (bandiera)     | Portiere | Leghissa          |
| 16 | Italia (bandiera)     | Portiere | Legovini          |
| 3  | Italia (bandiera)     | Terzino  | Piero Sivini      |
| 4  | Italia (bandiera)     | Pivot    | Giorgio Oveglia   |
| 5  | Italia (bandiera)     | Terzino  | Pischianz Roberto |
| 6  | Italia (bandiera)     | Terzino  | Voltolina         |
| 8  | Italia (bandiera)     | Pivot    | Claudio Schina    |
| 9  | Italia (bandiera)     | Terzino  | Valli             |
| 10 | Italia (bandiera)     | Ala      | Kavrecic          |
| 11 | Italia (bandiera)     | Ala      | Luca Sivini       |
| 13 | Italia (bandiera)     | Ala      | Scropetta         |
| 14 | Italia (bandiera)     | Terzino  | Marco Bozzola     |
| 15 | Jugoslavia (bandiera) | Terzino  | Cismic            |
| 20 | Italia (bandiera)     | Ala      | Angelini          |

## Classifica
|  | Pos. | Squadra              | Pt | G  | V  | N | S  | GF  | GS  | D    | Note                                        |
|  | ---- | -------------------- | -- | -- | -- | - | -- | --- | --- | ---- | ------------------------------------------- |
|  | 1.   | Trieste              | 39 | 22 | 19 | 1 | 2  | 530 | 417 | +113 | Qualificato alla Coppa delle Coppe 1987-88  |
|  | 2.   | Ortigia              | 36 | 22 | 17 | 2 | 3  | 602 | 457 | +145 | Qualificato alla Coppa dei Campioni 1987-88 |
|  | 3.   | Imola                | 31 | 22 | 15 | 1 | 6  | 549 | 469 | +80  | Qualificato alla IHF Cup 1987-88            |
|  | 4.   | Gaeta                | 22 | 22 | 13 | 1 | 8  | 459 | 455 | +4   | 5 pt. di penalizzazione                     |
|  | 5.   | Brixen               | 22 | 22 | 8  | 6 | 8  | 473 | 445 | +28  |                                             |
|  | 6.   | Scafati              | 22 | 22 | 9  | 4 | 9  | 588 | 565 | +23  |                                             |
|  | 7.   | Rubiera              | 21 | 22 | 9  | 3 | 10 | 517 | 530 | -13  |                                             |
|  | 8.   | Pallamano Rimini     | 20 | 22 | 7  | 6 | 9  | 509 | 523 | -14  |                                             |
|  | 9.   | Conversano           | 20 | 22 | 8  | 4 | 10 | 463 | 492 | -29  |                                             |
|  | 10.  | Rovereto             | 14 | 22 | 7  | 0 | 15 | 434 | 459 | -25  |                                             |
|  | 11.  | Bologna 1969         | 12 | 22 | 4  | 4 | 14 | 440 | 507 | -67  |                                             |
|  | 12.  | Atletica San Giorgio | 0  | 22 | 0  | 0 | 22 | 406 | 651 | -245 | Retrocesso in Serie A2 1987-88              |